# 平忠度
平 忠度（たいら の ただのり）は、平安時代の平家一門の武将。平清盛の異母弟。

## 生涯
天養元年（1144年）伊勢平氏の棟梁である平忠盛の六男として生まれる。母は藤原為忠の娘（異説として良岑高成（立木田高成）の女とも）。紀伊国の熊野地方で生まれ育ったと言われており、熊野別当湛快の娘で湛増の妹でもあった女を妻としたこともあったようである。
治承2年（1178年）従四位上。治承3年（1179年）伯耆守。治承4年（1180年）正四位下・薩摩守。
歌人としても優れており藤原俊成に師事した。平家一門と都落ちした後、6人の従者と都へ戻り俊成の屋敷に赴き自分の歌が百余首収められた巻物を俊成に託した。『千載和歌集』に撰者・俊成は朝敵となった忠度の名を憚り「故郷の花」という題で詠まれた歌を一首のみ詠み人知らずとして掲載している。

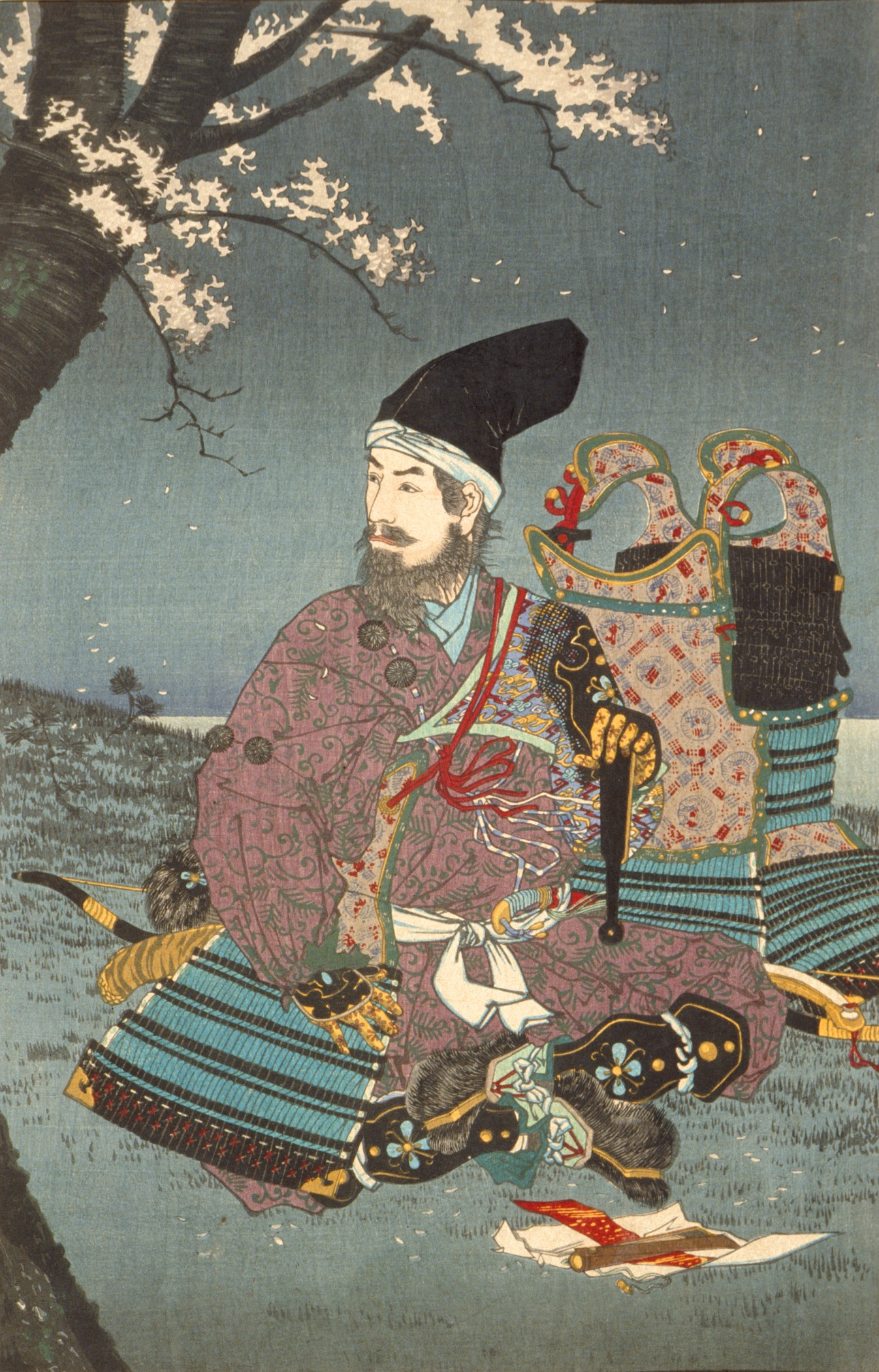
平忠度（小林清親画）

『千載和歌集』以降の勅撰和歌集に11首が入集。なお、『新勅撰和歌集』以後は晴れて「薩摩守忠度」として掲載されている。
源頼朝討伐の富士川の戦い、源義仲討伐の倶利伽羅峠の戦い等に出陣。一ノ谷の戦いで、源氏方の岡部忠澄と戦い41歳で討死した。『平家物語』によると源氏に紛れる作戦をとっていたが、源氏の多くが付けていないお歯黒を付けていたので見破られた。忠度は明石を経て現在の兵庫県 神戸市長田区へ向かい、そこから逃走用の船を得ようとしたが途中で忠澄に討たれた。現場は現在の明石市天文町付近で、忠度と忠澄が戦ったことにちなみ、「両馬川」と呼ばれた。その時箙（えびら）に結びつけられたふみを解いてみると、「旅宿の花」という題で一首の歌が詠まれていた。

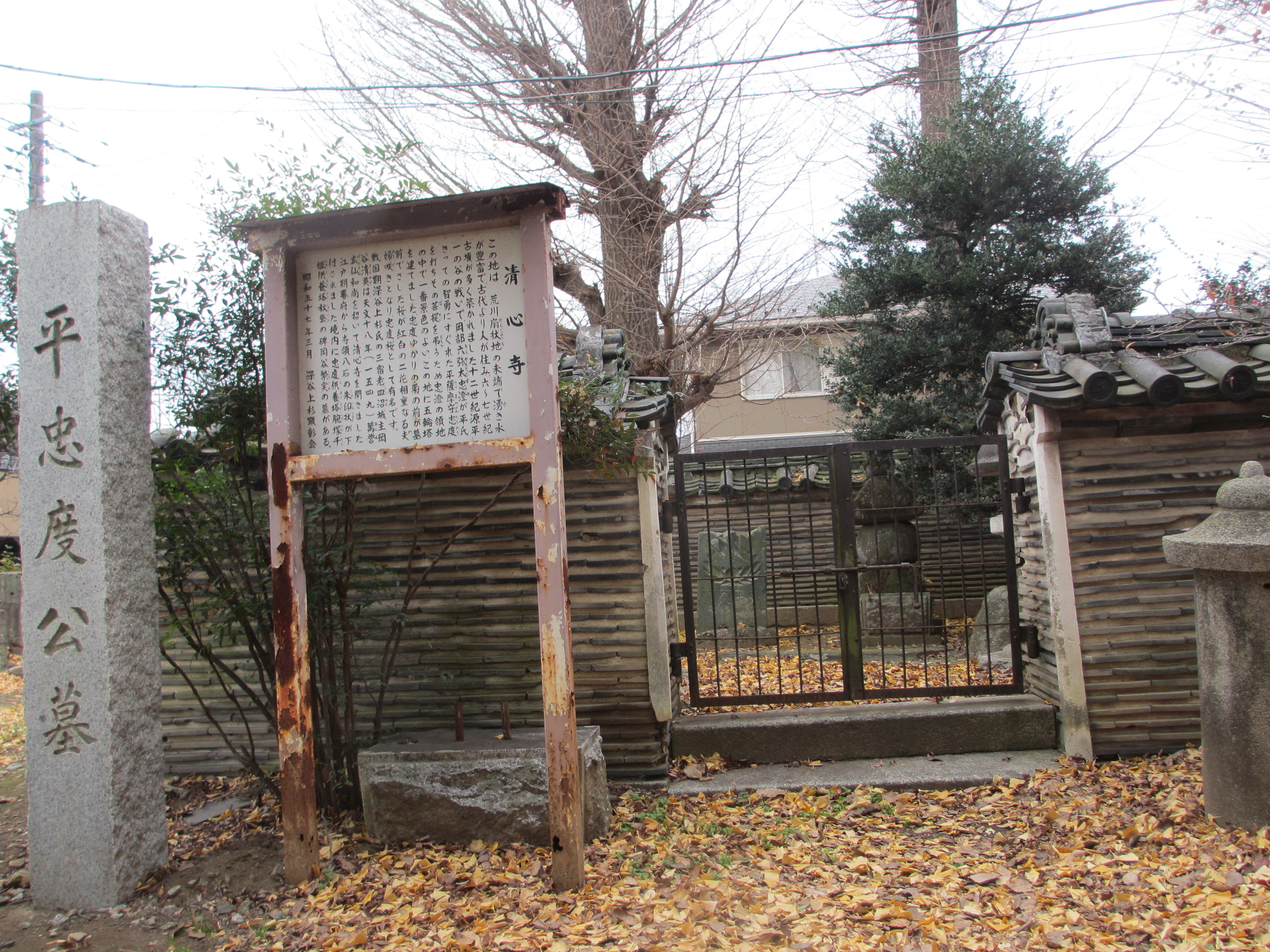
平忠度公墓（深谷市清心寺）

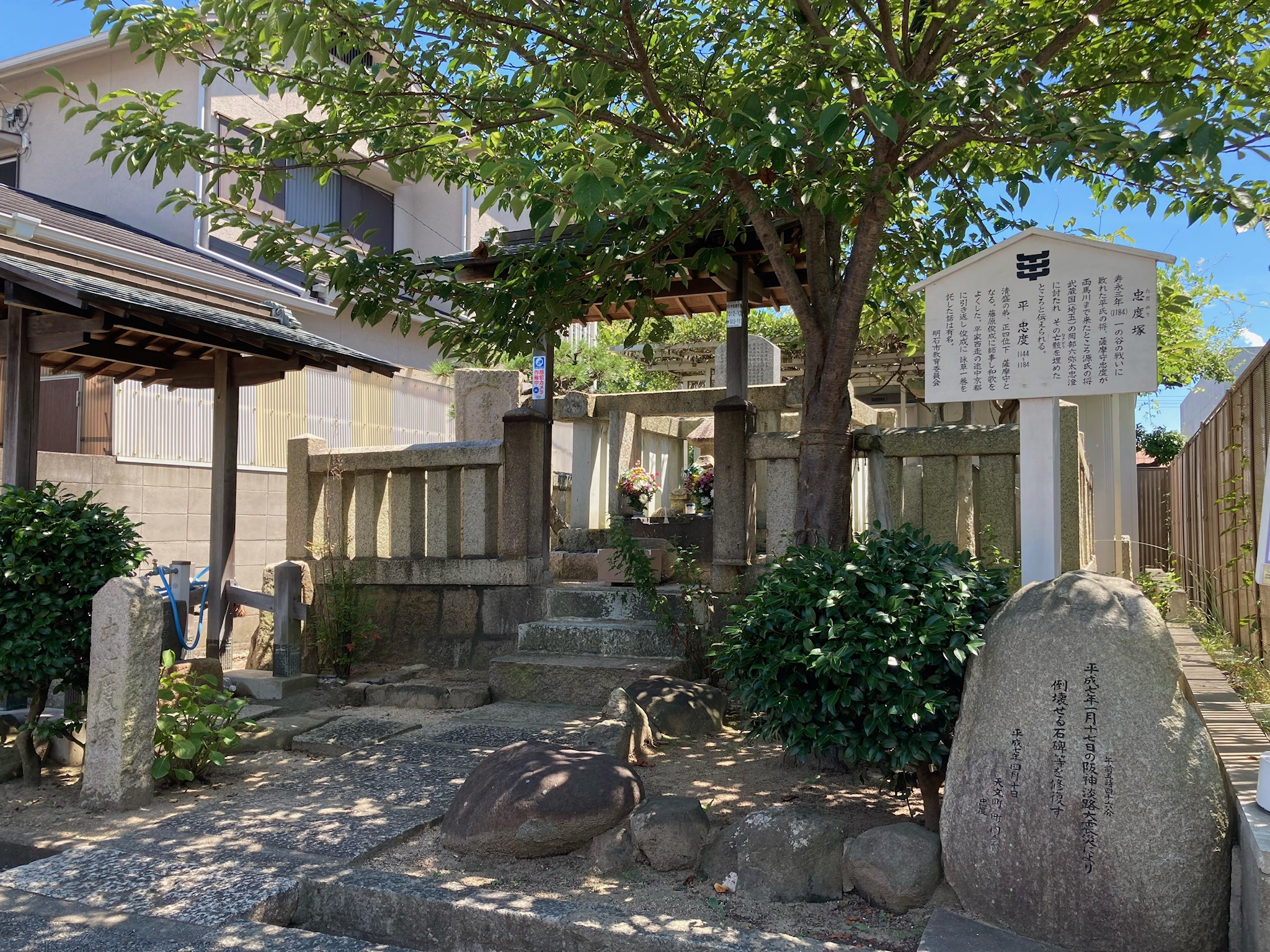
忠度塚（明石市）

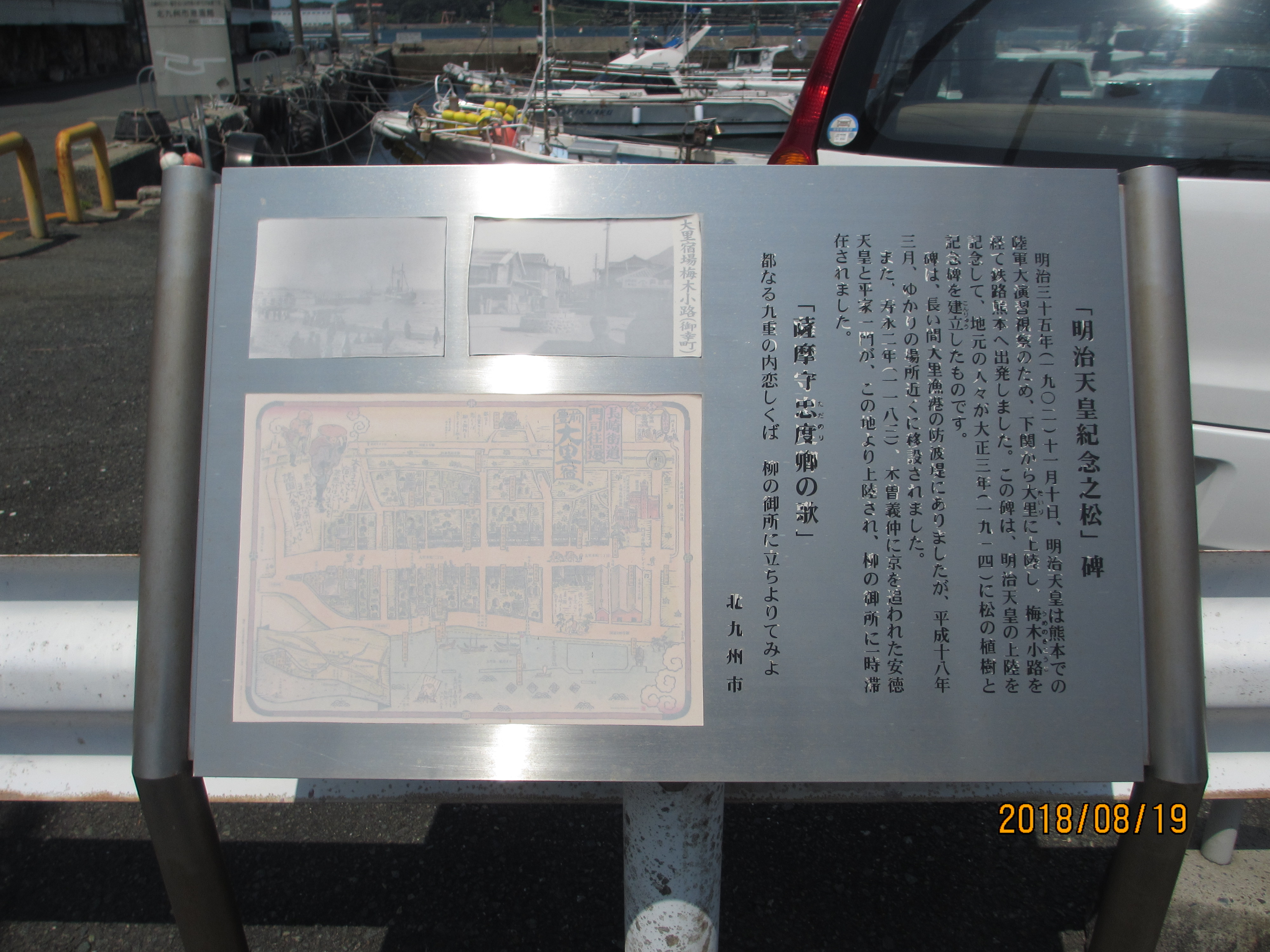
「薩摩守忠度卿の歌」（北九州市門司駅傍）

忠度が討たれた際、「文武に優れた人物を」と敵味方に惜しまれたという。戦後、忠澄は忠度の菩提を弔うため、埼玉県深谷市にある深谷駅南口の清心寺に供養塔を建立している。
明石市には、忠度の墓と伝わる「忠度塚」があり、付近は古く忠度町と呼ばれていた（現・天文町）。また忠度公園という小さな公園もある。神戸市長田区駒ヶ林には、忠度の腕塚（北緯34度38分55.6秒 東経135度8分48.4秒 / 北緯34.648778度 東経135.146778度）と胴塚（北緯34度38分55.8秒 東経135度8分36.8秒 / 北緯34.648833度 東経135.143556度）がある（神戸市認定地域文化財）。
唱歌「青葉の笛」（大和田建樹作詞、作曲・田村虎蔵）の二番は、『平家物語』巻七「忠度都落ち」と巻九「忠度最期」の二場面を、続けて歌っている。即ち一度都落ちした忠度が京に取って返して歌の師・俊成に、近々編纂される勅撰和歌集のために自分の歌を託した事と、一の谷で忠度が討たれた時（「今はの際間」）に箙の中に残っていた歌が、「花や今宵の主ならまし」であった事を歌っている。

## その他

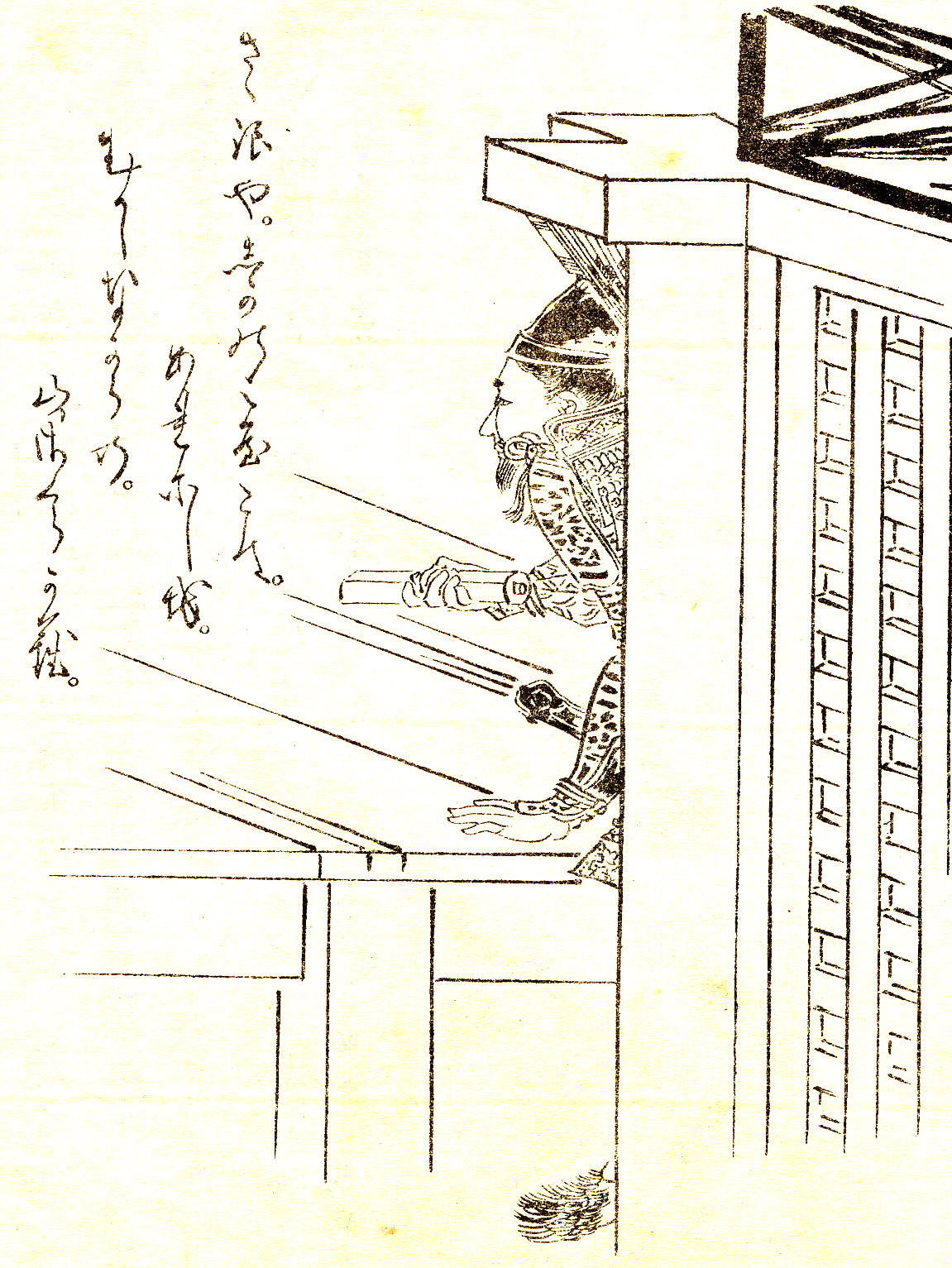
平忠度（菊池容斎画）

諱が「ただのり」であることから、忠度の官名「薩摩守」は無賃乗車（ただ乗り）を意味する隠語として使われる場合がある。狂言『薩摩守』では渡し舟に乗り、「平家の公達、薩摩守忠度」と言って舟賃を踏み倒そうとする僧が登場しており、かなり古くから知られた語呂合わせであったと見られる。
能『忠度』では、忠度の霊が千載集の「読み人知らず」とある我が歌に作者名を入れよと、俊成の子である定家に訴えるよう、旅の僧となった俊成の家来に頼む姿が描かれている。ちなみに定家は『新勅撰和歌集』において以下の歌を「薩摩守忠度」の名で選んでいる。この歌は女性の立場で詠んでおり、「つもり」が「津守（地名）」、「恨みても」が「浦見ても」、「待つ」が「松」の掛詞となっている。

## 系譜
- 父：平忠盛（1096-1153）
- 母：藤原為忠の娘 - 異説に良岑高成の娘
- 妻：熊野別当湛快の娘
- 妻：良岑高光の娘
- 生母不明の子女
  - 男子：平忠行